# Constanze Manziarly
Constanze Manziarly (14 d'abril de 1920 - † 2 de maig de 1945) va ser la cuinera vegetariana d'Adolf Hitler i part del seu cercle íntim.

## Vida prèvia a la guerra
Va néixer a Innsbruck. Va començar treballant per al metge de Hitler, que en veure els problemes digestius del Führer li va recomanar els guisats vegetarians de Manziarly. A aquest li agradaren tant que la va fer la seva cuinera personal i ella a poc a poc es va anar guanyant la seva confiança i l'amistat d'Eva Braun.

## Vida al nazisme
Durant la guerra Manziarly anava a Berghof (casa de camp de Hitler) a cuinar guisats al cercle íntim de Hitler i es quedava a sentir els seus discursos. Ella l'admirava molt, fins i tot se la considera una de les dames del Tercer Reich junt amb Eva Braun, Magda Goebbels, Gerda Christan, Traudl Junge, etc.
Però Alemanya va començar a perdre la guerra i les situacions en el cercle íntim de Hitler es van posar tenses, molts van començar a distanciar-se d'ell, quedant només els més lleials, entre ells Constanze Manziarly.
Els darreres dies, al búnquer l'ambient era molt tens, Hitler i Eva van començar a prescindir de personal. Hitler va donar a cadascuna de les seves persones de confiança una càpsula de cianur per si els capturaven els soviètics, ja que pensava que si això passava els sotmetrien a vides humiliants o coses pitjors que la mort, i no s'equivocava: ella ho va viure en carn pròpia en escapar del búnquer, i ser atrapada per les tropes de l'Exèrcit Roig.
Hitler i Eva Braun van decidir suïcidar-se i fer cremar els seus cossos, després d'haver llegit una carta en què s'anunciava que el dictador italià Benito Mussolini i la seva amant Clara Petacci havien estat metrallats i els seus cossos sotmesos a les més terribles vexacions. El 29 d'abril de 1945 es van casar. Constanze els va donar pasta per menjar i poc després es van suïcidar.
L'endemà els cossos de Hitler i la seva esposa van ser cremats. La majoria dels jerarques nazis es van suïcidar poc després, alguns van escapar i es van lliurar als nord-americans, altres van escapar a Sud-amèrica. Dels que van ser capturats pels soviètics en van sobreviure molt pocs, la majoria va morir com va ser el cas de Constanze, la qual el 2 de maig va ser atrapada pels russos, violada i assassinada brutalment.